# El dilema de Aziz
El dilema de Aziz (en turco: Azizler) es una película de comedia dramática turca de 2021dirigida por Durul Taylan y Yağmur Taylan, escrita por Durul Taylan, Yagmur Taylan y Berkun Oya y protagonizada por Engin Günaydın, Haluk Bilginer y Binnur Kaya. La película estaba programada originalmente para ser estrenada en cines por Imaj International el 2 de octubre de 2020. El estreno en cines se canceló más tarde debido a la pandemia de COVID-19 y se vendió a Netflix. Fue lanzado el 8 de enero de 2021 en Netflix.

## Sinopsis
Aziz se encuentra en plena crisis de la mediana edad e intenta evadirse de la rutina del trabajo, sus amigos y una familia difícil, mientras finge tenerlo todo bajo control.

## Reparto
- Engin Günaydın como Aziz
- Haluk Bilginer como Erbil
- Binnur Kaya como Kamuran
- Öner Erkan como Alp
- İrem Sak como Burcu
- Fatih Artman como Cevdet
- Gülçin Santırcıoğlu como Vildan
- İlker Aksum como Rıza
- Hülya Duyar como Rüya
- Göktuğ Yıldırım como Caner
- Helin Kandemir como Cansu
- Bergüzar Korel como Füsun
- Halit Ergenç como Necati
- Okan Yalabık como Psicólogo